# Bourgogne (Marne)
Bourgogne ist eine ehemalige französische Gemeinde mit 1019 Einwohnern (Stand: 2022) im Département Marne in der Region Grand Est. Zum 1. Januar 2017 fusionierte die Gemeinde Bourgogne mit der Gemeinde Fresne-lès-Reims zur neuen Gemeinde (commune nouvelle) Bourgogne-Fresne.

## Geographie
Bourgogne liegt etwa zehn Kilometer nordnordöstlich von Reims. Die Suippe begrenzt den Ortsteil im Norden. 

## Bevölkerungsentwicklung
| Jahr                       | 1962 | 1968 | 1975 | 1982 | 1990 | 1999 | 2006 | 2013 | 2020 |
| Einwohner                  | 585  | 585  | 698  | 697  | 858  | 888  | 1004 | 992  | 1004 |
| Quellen: Cassini und INSEE |      |      |      |      |      |      |      |      |      |

## Sehenswürdigkeiten
- Kirche Saint-Pierre-et-Saint-Paul in Bourgogne aus dem 12./13. Jahrhundert, seit 1921 als Monument historique klassifiziert
- Mausoleum auf dem Friedhof von Bourgogne, errichtet 1898, seit 2020 als Monument historique eingeschrieben

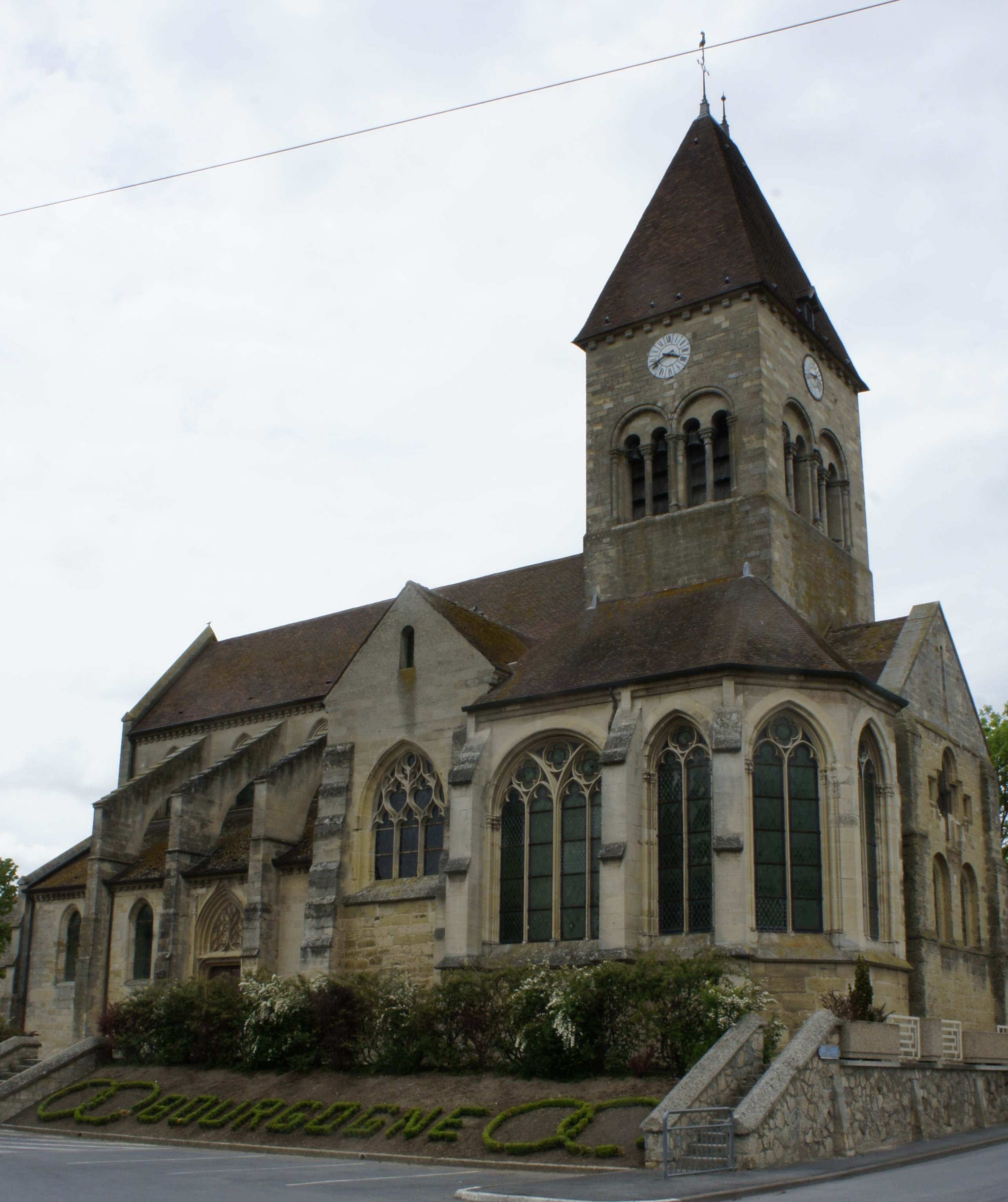
Kirche Saint-Pierre-et-Saint-Paul
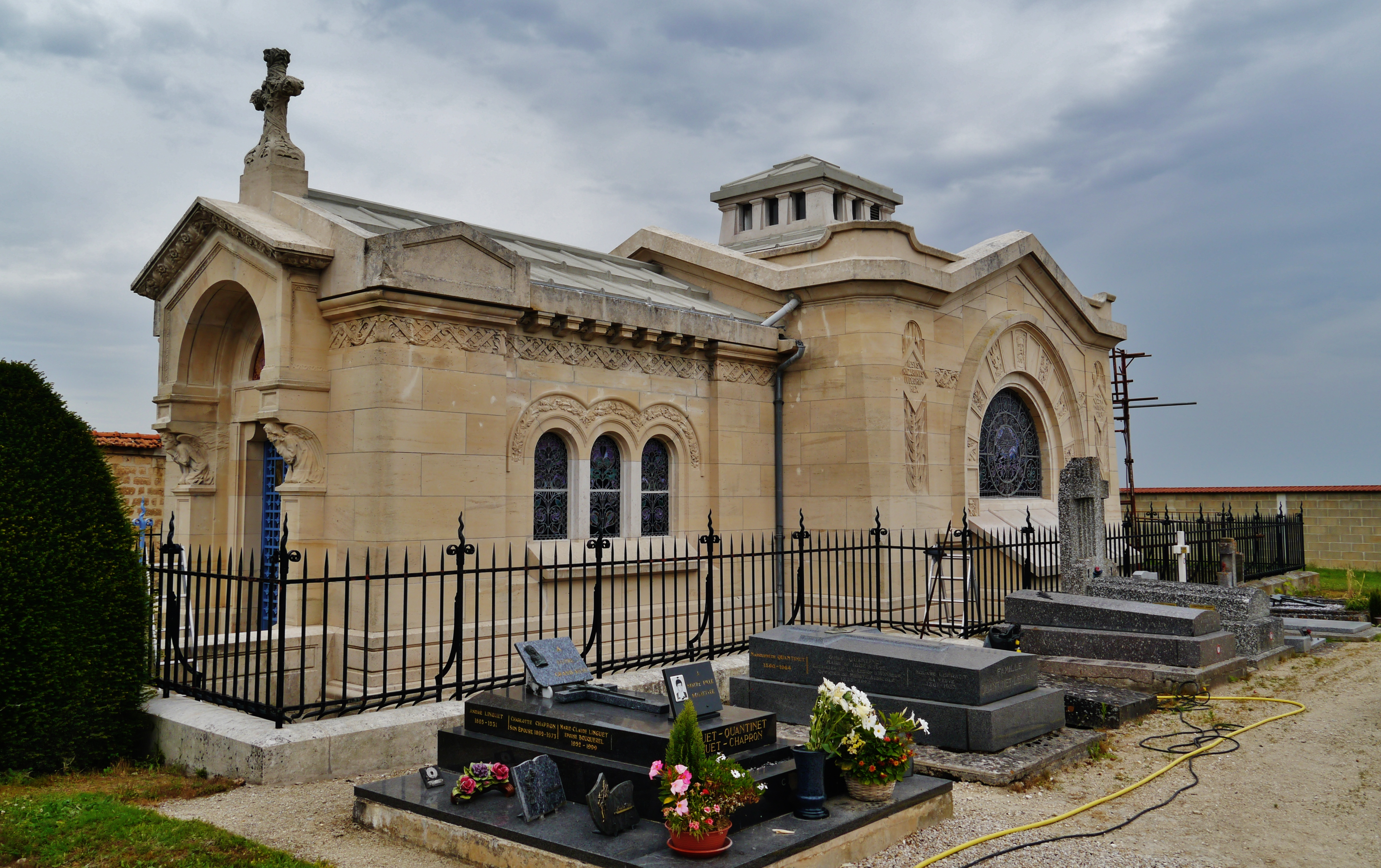
Mausoleum